# Bomb (EP)
| 전문가 평가          | 전문가 평가 |
| 평가 점수            | 평가 점수   |
| 출처                 | 점수        |
| -------------------- | ----------- |
| 뉴 뮤지컬 익스프레스 | [ 1 ]       |

"bomb"은 대한민국의 걸 그룹 ILLIT의 세 번째 익스텐디드 플레이이다. 2025년 6월 16일 빌리프랩을 통해 발매되었으며, 리드 싱글 "빌려온 고양이 (Do the Dance)"를 포함해 신스팝, 유로댄스, 칩튠, 로파이 장르의 5곡이 수록되어 있다. 

## 배경 및 발매
2025년 5월 19일, 빌리프랩은 ILLIT의 세 번째 익스텐디드 플레이인 Bomb이 6월 16일에 발매될 것이라고 발표했다. 홍보 일정은 다음 날 공개되었다. 5월 22일에는 트랙리스트가 공개되었고, "Do the Dance"가 리드 싱글로 발표되었으며, 같은 날 하이라이트 메들리 비디오가 공개되었다. "Do the Dance"의 스니펫 비디오는 5월 24일에 공개되었다. 6월 5일, 첫 번째 트랙 "Little Monster"의 뮤직 비디오가 확장 플레이의 브랜드 필름으로 공개되었다. 6월 8일부터 12일까지 "Gllit", "Pink bomb", "Star bomb", "Magic bomb" 등 다양한 버전의 콘셉트 사진과 필름이 공개되었다. "Do the Dance"의 뮤직 비디오 티저는 6월 13일과 15일에 공개되었다. 익스텐디드 플레이는 6월 16일 "Do the Dance"의 뮤직 비디오와 함께 발매되었다.

## 구성
첫 번째 트랙 "Little Monster"는 신스팝 곡으로, 멤버들이 괴롭힘을 멈추기 위해 먹어치울 괴물로 묘사하며 삶에서 스트레스를 주는 것들에 대해 이야기한다. 두 번째 트랙 "Do the Dance"는 ILLIT 멤버 윤아와 LE SSERAFIM의 허윤진이 공동 작사했으며, 1989년 애니메이션 영화 파이브 스타 스토리의 연주곡 "유가 나루 닷소"를 샘플링한 유로댄스 곡이다. 이 곡은 멤버들이 첫 데이트를 하는 기분을 묘사하며, 후렴구는 "서로에게 말하는 어린 연인들의 불안한 더듬거림"을 모방한다. 세 번째 트랙 "Jellyous"는 빠른 비트와 어린아이 같은 질투심을 담은 칩튠에서 영감을 받은 곡이다. 네 번째 트랙 "Oops!"는 펑키한 베이스라인과 휘파람 소리가 나는 후렴구, 그리고 브리지에서 무언의 브레이크다운을 포함하며, 마지막 트랙 "밤소풍"은 삶의 조용한 순간에 대한 로파이 곡이다.

## 트랙 목록
| #            | 제목                             | 작사·작곡 | 프로듀서                                   | 재생 시간 |
| ------------ | -------------------------------- | --- | ------------------------------------------ | --------- |
| 1.           | 〈Little Monster〉               | 캐롤라인 에일린 제시 샤트킨 다이바 "히트맨" 방 빈센조 January 8th 3! (Lalala Studio) Maryjane (Lalala Studio) 다나 김보은 ( 잼팩토리 ) 이경 (Wavecloud) 소도연 (Wavecloud) Vendors (Chiller and Owl) 조윤경 Bay (153/Joombas) 미아 (153/Joombas) 이이진 엘리 서 (153/Joombas) 윤채 (MUMW) | 샤트킨                                     | 2:29      |
| 2.           | 〈빌려온 고양이〉 (Do the Dance) | "히트맨" 방 모아 "카지 오페이아" 칼레베커 (Sunshine) 엘렌 베르크 (Sunshine) 피그 테이프 다이바 프란츠 신쿵 아사카와 토모유키 장정원 (잼팩토리) 미아 (153/Joombas) Bay (153/Joombas) 김키위 윤아 Maryjane (Lalala Studio) 4 Seasons (이앵두, 김채아, 이은화) (153/Joombas) 허윤진          | "히트맨" 방 프란츠 피그 테이프 신쿵 다이바 | 3:08      |
| 3.           | 〈Jellyous〉                     | 데이비드 윌슨 콜린 마갈롱 소라나 파쿠라르 다이바 "히트맨" 방 김수지 (Lalala Studio) 빌리프랩 주식회사 김키위 전지은 문여름 (잼팩토리) 이슬란 Danke | 드윌리                                     | 2:43      |
| 4.           | 〈Oops!〉                        | 테디 골드 카라 코놀리 크리스천 메디체 심바 다이바 김수지 (Lalala Studio) 이혜윰 (잼팩토리) 장정원 (잼팩토리) 김지영 (MUMW) 싹 (MUMW) 엘리 서 (153/Joombas) | 메디체                                     | 2:41      |
| 5.           | 〈밤소풍〉                       | 빈센조 아스켈 솔스트란드 로렌 아퀼리나 이셀린 솔하임 다이바 김수지 (Lalala Studio) 문지영 (Lala Studio) 조윤경 January 8th 이슬란 | 빈센조 솔스트란드                          | 2:19      |
| 총 재생 시간 | 총 재생 시간                     | 총 재생 시간 | 총 재생 시간                               | 13:20     |

### 참고
- "빌려온 고양이 (Do the Dance)"는 아사카와 토모유키가 작곡한 "유가 나루 닷소"를 샘플링했다.[1]

## 발매 역사
| 지역      | 날짜            | 형식                     | 레이블   |
| --------- | --------------- | ------------------------ | -------- |
| 여러 지역 | 2025년 6월 16일 | 디지털 다운로드 스트리밍 | 빌리프랩 |
| 대한민국  | 2025년 6월 16일 | CD                       | 빌리프랩 |